# Егрикапили Мехмед Расим Ефендија
{{Инфокутија биографија
| име = Егрикапили Мехмед Расим Ефендија
| слика = Kit'a_(calligraphic_specimen)_by_Egrikapili_Mehmed_Rasim_(SSM_110-0154).png
| ширина_слике = 250п
| опис_слике =  Кит'а (калиграфски примерак), Музеј Сакип Сабанџи]]
[[Датотека:Calligraphic_composition_by_Egrikapili_Mehmed_Rasim.png|мини| Калиграфска композиција,  Албајрак Хат колекција 
| пуно_име = 
| датум_рођења = 1687
| место_рођења = 
| држава_рођења = 
| датум_смрти = 13. мај 1756. (68/69 год.)
| место_смрти = 
| држава_смрти = 
| отац          = 
| мајка         = 
| супружник     = 
| деца          = 
}}
Егрикапили Мехмед Расим Ефендија (1687 -  13. мај 1756) (модерни турски: Eğrikapılı Mehmed Râsim Efendi) је био османски калиграф и песник.

## Живот и рад
Рођен у округу Егрикапи у Истанбулу, постао је познат као Егрикапили по месту свог рођења. Његов отац, Јусуф Ефендија (умро 1729.), био је имам Мола Ашки месџида и врсни калиграф.
Као дете, Мехмед Расим је учио са својим оцем, а касније је постао ученик дворског калиграфа Једикулели Сеијид 'Абдулах Ефендије. Добио је иџазу (потврду) 1705.
Мехмед Расим је стекао репутацију својим радом и постао главни дворски калиграф у Периоду лала током владавине султана Ахмеда III. Постављен је за учитеља калиграфије у палати Галата 1714, а касније у палати Топкапи 1737. Познат је по копирању преко 60 рукописа Курана, као и по изради многих натписа, укључујући натпис на чесми Салиха Султана у Азап Капију у Цариграду. Такође је био вешт у техници сликања - мермерирање папира.
Расим Мехмед је био добро образован човек и писао је поезију на три различита језика.
Умро је од туберкулозе 13. маја 1756. и сахрањен је у цркви изван Егрикапија. Његов ученик, Местчизаде Ахмед Ефендија (умро 1761.) припремио је његов епитаф.